# Hypericum longistylum
Hypericum longistylum är en johannesörtsväxtart. Hypericum longistylum ingår i släktet johannesörter, och familjen johannesörtsväxter.

## Underarter
Arten delas in i följande underarter:
- H. l. giraldii
- H. l. longistylum